# Atesta pubescens
Atesta pubescens är en skalbaggsart som beskrevs av Wang 1993. Atesta pubescens ingår i släktet Atesta och familjen långhorningar. Inga underarter finns listade.